# Герман Еміль Фішер
Ге́рман Е́міль Фі́шер — (нім. Hermann Emil Fischer; 9 жовтня 1852 — 15 липня 1919) — німецький хімік, член Берлінської Академії Наук. Написав низку наукових праць присвячених хімії фізіологічно активних речовин. Лауреат Нобелівської премії з хімії 1902 року.

## Біографія
Фішер вступив до Боннського університету в 1872, але в тому ж році перевівся до Страсбурзького університету. Закінчивши його в 1874, був залишений при університеті. З 1875 він працював у Мюнхенському університеті і в 1879 став професором хімії. У 1881 призначений професором університету в Ерлангені. У 1888 запрошений професором хімії у Вюрцбурзький університет. У 1892 перейшов до Берлінського університету, де він пропрацював до самої смерті в 1919 році.

## Наукова робота
Синтезував ряд вуглеводів, зокрема глюкозу і фруктозу. Встановив, що амінокислоти зв'язуються між собою за допомогою пептидних зв'язків, утворюючи поліпептиди, уперше отримав дипептид.

## Родина
У 1888 році Фішер одружився з Агнесою Герлах, дочкою професора анатомії Ерлангенського університету, у них було троє синів. Його старший син Герман став професором біохімії Каліфорнійського університету в Берклі. Дружина Фішера померла через сім років після вступу в шлюб.

## Нагороди
У 1902 році Фішеру була вручена Нобелівська премія з хімії «як визнання його особливих заслуг, пов'язаних з експериментами з синтезу речовин з сахариновими і пуриновими групами». Відкриття Фішера гідразинових похідних, як виявилося, стало блискучим рішенням проблеми отримання цукрів та інших сполук штучним шляхом. Більш того, його метод синтезу глікозидів вніс певний внесок у розвиток фізіології рослин. Говорячи про дослідження цукрів, Фішер у Нобелівській лекції заявив, що «поступово завіса, за допомогою якої природа приховувала свої секрети, була прочинена у питаннях, що стосуються вуглеводів. Попри це, хімічна загадка Життя не може бути вирішена до тих пір, поки органічна хімія не вивчить другий, складніший предмет — білки».